# سفارت آلمان در کانبرا
سفارت آلمان در کانبرا (به انگلیسی: Embassy of Germany) یک منطقهٔ مسکونی و نمایندگی سیاسی این کشور در استرالیا است که در کانبرا واقع شده‌است.